# Käthi Wälchli
Käthi Wälchli (* 3. Februar 1949) ist eine Schweizer Politikerin (SVP).

## Leben
Wälchli wuchs in Busswil bei Melchnau auf. Seit 2002 ist sie Mitglied im Grossen Rat des Kantons Bern für den Wahlkreis Oberaargau. Des Weiteren ist sie Vizepräsidentin der SVP Kanton Bern.
Wälchli ist verheiratet und hat vier Töchter.